# Pankasz
Pankasz község Vas vármegyében, a Körmendi járásban.

## Fekvése
A település Szentgotthárdtól mintegy 30 kilométerre délkeletre fekszik, a 6 kilométerre lévő Őriszentpéter és a 7 kilométernyire elterülő Zalalövő között; e két utóbbi településsel, illetve Zalaegerszeg nyugati agglomerációjával is a 7411-es út köti össze. Utóbbiból a településen ágazik ki észak felé a 7449-es út, amely Kisrákoson és Viszákon át Ivánc déli széléig tart.
Vonattal a település a Bajánsenye–Zalaegerszeg–Ukk–Boba-vasútvonalon érhető el, ahol vasútállomása is van; Pankasz vasútállomás közúti elérését a 7411-es útból, annak 19. kilométerénél dél felé kiágazó 74 327-es számú mellékút biztosítja.

## Története
1393-ban Pankaz alakban említik először. 1428-ban és 1451-ben szintén Pankaz néven szerepel írott forrásokban.
Vályi András szerint „PANKÁSZ. Magyar falu Vas Vármegyében, földes Ura Gróf Batthyáni Uraság, lakosai katolikusok, fekszik Nagy Rákoshoz nem meszsze, mellynek filiája, földgye sovány, erdeje, legelője elég van, kereskedésre is módgya lévén, második osztálybéli.”
Fényes Elek szerint „Pankász, magyar falu, Vas vmegyében, ut. p. Zala-Lövő, 238 ref., 50 kath. lak. Birja gr. Batthyáni, s m”
Vas vármegye 1898-ban kiadott monográfiájában „Pankasz ősnemes őrségi község, 90 házzal és 470 legnagyobb részben ev. ref. vallású, magyar lakossal. Postája Őri-Szt.-Péter, távírója Körmend. A község határában téglagyár van. Földesurai a Batthyány grófok voltak.”
1910-ben 539 magyar lakosa volt.

## Közélete

### Polgármesterei
- 1990–1994: Ifj. Fölnagy Géza (független)[7]
- 1994–1998: Fölnagy Géza (független)[8]
- 1998–2002: Fölnagy Géza (független)[9]
- 2002–2006: Fölnagy Géza (független)[10]
- 2006–2008: Fölnagy Géza (független)[11]
- 2009–2010: Sebők Péter (független)[12]
- 2010–2014: Sebők Péter (független)[13]
- 2014–2019: Németh Sándor Albinné (független)[14]
- 2019–2024: Horváth Csabáné (független)[15]
- 2024– : Horváth Csabáné (független)[1]

A településen 2009. március 22-én időközi polgármester-választást tartottak, az előző polgármester lemondása miatt.

## Népesség
A település népességének változása:
| Lakosok száma | 460  | 456  | 445  | 437  | 423  | 402  | 392  |
|               | 2013 | 2014 | 2015 | 2021 | 2022 | 2023 | 2024 |

A 2011-es népszámlálás során a lakosok 96%-a magyarnak, 10% cigánynak, 0,2% németnek, 0,2% szlovénnek mondta magát (4% nem nyilatkozott; a kettős identitások miatt a végösszeg nagyobb lehet 100%-nál). A vallási megoszlás a következő volt: római katolikus 56%, református 30,6%, evangélikus 1,5%, felekezet nélküli 4,9% (7% nem nyilatkozott).
2022-ben a lakosság 93,1%-a vallotta magát magyarnak, 2,8% cigánynak, 0,7% németnek, 0,2% szlovénnek, 0,7% egyéb, nem hazai nemzetiségűnek (6,9% nem nyilatkozott; a kettős identitások miatt a végösszeg nagyobb lehet 100%-nál). Vallásuk szerint 43,3% volt római katolikus, 27,2% református, 1,4% evangélikus, 0,2% görög katolikus, 0,2% egyéb katolikus, 8,3% felekezeten kívüli (19,4% nem válaszolt).

## A község hivatalos testvérvárosai
- Sztána, Erdély[forrás?]
- Bártfa, Felvidék[forrás?]
- Zsablya, Szerbia[forrás?]

## Nevezetességei
1. Szoknyás harangláb, 1755-ből. Fából ácsolt, fazsindellyel és zsúppal fedett jellegezetes őrségi építmény.
2. Helytörténeti és Néprajzi Gyűjtemény, mely az 1885-ben épült régi iskolában tekinthető meg. 1984-ben nyílt meg. Létrehozója Kováts Béla pankaszi tanító, aki a gyűjtemény nagy részét több évtizedes munkával gyűjtötte össze a faluban még fellelhető régi tárgyakat, emlékeket.
3. 19. századi kovácsműhely, melyet egy boronafalú régi pince anyagából építettek. Az egykori kovácsműhelyek eszközei, berendezése látható benne.
4. CIGÁNYOK TÖRTÉNETE sok cigány zenész volt itt, Pankaszon, akik éjjel-nappal zenéltek
5. Részben Pankaszon nőtt fel Molnár V. József Magyar Örökség-díjas néprajz-kutató, aki előadásain több momentumot saját pankaszi, gyerekkori élményeiből merít a XX. századi magyar paraszti hitvilág és szokásrend ismertetésekor.